# Notomantis brunneriana
Notomantis brunnenana es una especie de mantis de la familia Mantidae.

## Distribución geográfica
Se encuentra en Nueva Caledonia (Oceanía).